# 潮州路
潮州路，元朝时设置的路。
至元十六年（1279年）升潮州置，治所在海阳县（今广东省潮州市），下领三县：海阳县、潮阳县、揭阳县。属江西等处行中书省。辖境相当今广东省丰顺、揭西等县以东地。明朝洪武二年（1369年），改为潮州府。 